# Andrés de Segurola

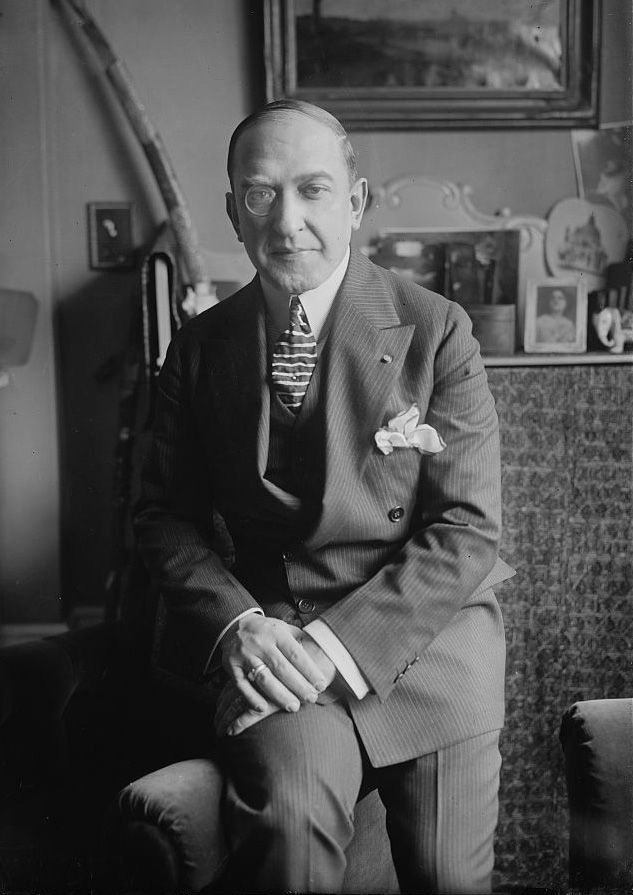
Andreas de Segurola, um 1920

Andrés Perelló de Segurola (* 27. März 1874 in Valencia, Spanien; † 23. Januar 1953 in Barcelona) war ein spanischer Opernsänger (Bass) und Filmschauspieler.

## Leben
De Segurola entstammte einem spanischen Grafengeschlecht. Sein Gesangsstudium absolvierte er bei Varvaro in Barcelona und dort debütierte er auch 1898. Nach Stationen in Italien und Frankreich ging er 1902 für ein Jahr an die Metropolitan Opera. 1903 war er an der Mailänder Scala, 1905 an der Oper Havanna, 1908 am Manhattan Opera House New York und von 1909 bis 1910 erneut an der Met (Antrittsrolle: „Alvise“ in La Gioconda). Daneben brachten ihn Gastspiele durch die ganze Welt. 1931 begann er als Gesangspädagoge in Hollywood zu arbeiten. Dabei unterrichtete er u. a. die Schauspielerin und Sängerin Deanna Durbin (für den Film Drei süße Mädels). Der Künstler erblindete gegen Ende seines Lebens.

## Filmografie (Auswahl)
- 1916: The Heart of Paula
- 1927: The Love of Sunya
- 1928: Die Liebe der Betty Patterson (Glorious Betsy)
- 1928: Die rote Tänzerin von Moskau (The Red Dance)
- 1928: My Man
- 1930: El hombre malo
- 1934: Das leuchtende Ziel (One Night of Love)
- 1934: We’re Rich Again
- 1938: Castillos en el aire